# Cuzance
Cuzance är en kommun i departementet Lot i regionen Occitanien i södra Frankrike. Kommunen ligger i kantonen Martel som tillhör arrondissementet Gourdon. År 2022 hade Cuzance 655 invånare.

## Befolkningsutveckling
Antalet invånare i kommunen Cuzance
| Referens: INSEE |